# 성석초등학교
성석초등학교는 대한민국 경기도 고양시 일산동구에 있는 공립 초등학교이다.

## 학교 연혁
- 1940년 5월 25일 성석 간이학교 설립.
- 1945년 10월 31일 성석공립학교 개교.
- 1945년 10월 31일 초대교장 이주형 부임.
- 1957년 8월 24일 성석1동(진밭)에서 현 위치로 이전.
- 1981년 3월 9일 병설유치원 개원.